# Frank John Hughes
Pour les articles homonymes, voir Hughes.
Frank John Hughes est un acteur américain né le 11 novembre 1967 à The Bronx, New York (États-Unis).

## Filmographie
- 1991 : True Convictions : John Lagana
- 1991 : Candystore Conspiracy
- 1991 : Lonely in America : Carlos
- 1992 : Happy Hell Night : Sonny
- 1992 : My New Gun : Cop #1
- 1995 : Bad Boys : Casper
- 1996 : Layin' Low de Danny Leiner : Christy
- 1996 : Nos funérailles (The Funeral) : Bacco
- 1996 : No Way Home : Bobby
- 1997 : Mr. Vincent : Johnny Vincent
- 1997 : Players, les maîtres du jeu (Players) (série télévisée) : Charles 'Charlie' O'Bannon
- 1999 : Contrat sur une tueuse (en) (Angel's Dance) : Nick
- 1999 : Blink of an Eye : Tommy
- 2000 : Robbers : Tony Z
- 2000 : Le Flic de Shanghaï (série télévisée) (Saison 2, Épisode 11) : Spencer
- 2000 : FBI Family (série télévisée) (Saison 1) : Agent Brooks
- 2001 : Frères d'armes (Band of Brothers) (feuilleton TV) : SSgt. Bill Guarnere
- 2001 : Anacardium : Rich
- 2002 : Big Shot : Confession d'un bookmaker (Big Shot: Confessions of a Campus Bookie), d'Ernest R. Dickerson (téléfilm) : Brady
- 2002 : Arrête-moi si tu peux (Catch Me If You Can) de Steven Spielberg : Tom Fox
- 2003 : Boomtown (série télévisée) (Saison 1, Épisode 14 et 15) : Officier Vincent Manzani
- 2003 : Monk (série télévisée) (Saison 2, Épisode 7) : Trevor Howe
- 2004 : LAX (série télévisée) : Henry Engels
- 2007 : Les Soprano (série télévisée) (Saison 6) : Walden Belfiore
- 2007 : New York, section criminelle (série télévisée) (Saison 7, Épisode 3) : Bing Schorr
- 2008 : NCIS : Enquêtes spéciales (série télévisée) (Saison 5, Épisode 17) : Enis Watley
- 2008 : La loi et l'ordre (Righteous Kill) : Randall
- 2009-2010 : 24 heures chrono (série télévisée) (Saison 7 et 8) : Tim Woods
- 2010 : Esprits criminels (série télévisée) (Saison 5, Épisode 15) : Detective Jake Moreland
- 2012 : Justified (série télévisée) (Saison 3, Épisode 2): Vondas Walte
- 2012 : Les Naufragés du lagon bleu (Blue Lagoon: The Awakening) (TV) : Phil Robinson
- 2022 : The Offer (mini-série) : Frank Sinatra